# Palazzo Diomede Carafa
Palazzo Diomede Carafa, također poznata kao Palazzo Santangelo, ili Santagelo Carafa, monumentalna je renesansna palača na Via San Biagio dei Librai #119–121 u središnjem Napulju, regija Campania, Italija. Preko puta pročelja nalazi se crkva San Nicola a Nilo; na istočnom boku, preko puta vicola istog imena, nalazi se crkva Santi Filippo e Giacomo .
Palača je prvi put izgrađena u 15. stoljeću i ubrzo nakon toga obnovljena. Ploča iz 1466. podsjećala je na rad vlasnika Diomeda Carafe. Priča se da je na ovom poslu angažirao arhitekta Masuccia Seconda ili Angela Aniella Fiorea. Potonji je radio za obiteljske grobnice u crkvi San Domenico. Palača je od Diomedova sina prešla na grofove Maddaloni, a potom obitelj Carafa iz Columbrana. Nakon smrti vojvotkinje Faustine Pignatelli, supruge Francesca Carafe di Columbrana, palača je propadala, sve dok je 1815. nije preuzeo Francesco Santangelo, bogati odvjetnik, i pretvorio je u muzej s arheološkim zbirkama. 

Palača ima dvanaest izblijedjelih niša koje prikazuju članove loze Carafa. Gornji katovi imaju uzorak naizmjenično obojenog kamena. 
- Internal courtyard
- Horse head sculpture of courtyard

## Vanjske poveznice
|  | Zajednički poslužitelj ima još gradiva o temi Palazzo Diomede Carafa |